# Time Requiem
A Time Requiem svéd metal együttes.

## Története
A power/szimfonikus/neoklasszikus metal zenekar 2001-ben alakult Skurupban. Első nagylemezüket megalakulásuk után egy évvel, 2002-ben adták ki. Richard Andersson zenész alapította az együttest, a "Majestic" nevű, szintén neoklasszikus/power metal együttes feloszlása után. Hozzá Peter Wildoer, Apollo Papathanasio és Magnus Nord zenészek csatlakoztak. 2003-ban már Japánban is koncerteztek, melyről album is készült. Wildoer kilépett az együttesből, hogy a Darkane nevű death metal zenekarra koncentráljon. Dick Lövgren basszusgitáros és Richard Andersson között zenei ellentétek alakultak ki, ezért elhagyták a zenekart. Helyükre a magyar dobos, Csörsz Zoltán illetve Jonas Reingold kerültek. Az együttes 2004-ben és 2006-ban is piacra dobott albumokat. Mára lecserélődött a felállás, Richard Andersson számít az egyedüli "stabil támpontnak".

## Tagok
- Richard Andersson - billentyűk
- Göran Edman - ének
- Magnus Nilsson - gitár
- Andy Rose - basszusgitár
- Jörg Andrews - dob

## Korábbi tagok
- Peter Wildoer - dob
- Apollo Papathanasio - ének
- Magnus Nord - gitár
- Csörsz Zoltán - dob
- Jonas Reingold - basszusgitár
- Dick Lövgren - basszusgitár

## Diszkográfia
- Time Requiem (2002)
- Unleashed in Japan (koncertalbum, 2003)
- The Inner Circle of Reality (2004)
- Optical Illusion (2006)